# Straßenbahn Cieszyn
Die Straßenbahn Cieszyn verkehrte zwischen 1911 und 1921 in der Stadt Cieszyn (Teschen). Diese lag bis 1918 in Österreichisch-Schlesien. Infolge des Ersten Weltkrieges und dem nachfolgenden Zerfall Österreich-Ungarns wurde die Stadt zwischen der Tschechoslowakei und Polen am Fluss Olsa geteilt und die nunmehr grenzüberschreitende Straßenbahn bald danach eingestellt. Der tschechische Stadtteil heißt heute Český Těšín.

## Geschichte
Der Bau der Kaschau-Oderberger Bahn führte in Teschen zu einem bedeutenden Wirtschaftswachstum. Mit einer elektrischen Straßenbahn sollte die Altstadt mit dem Bahnhof verbunden werden. Im Jahr 1909 beantragte die Stadt Teschen die notwendige Konzession.

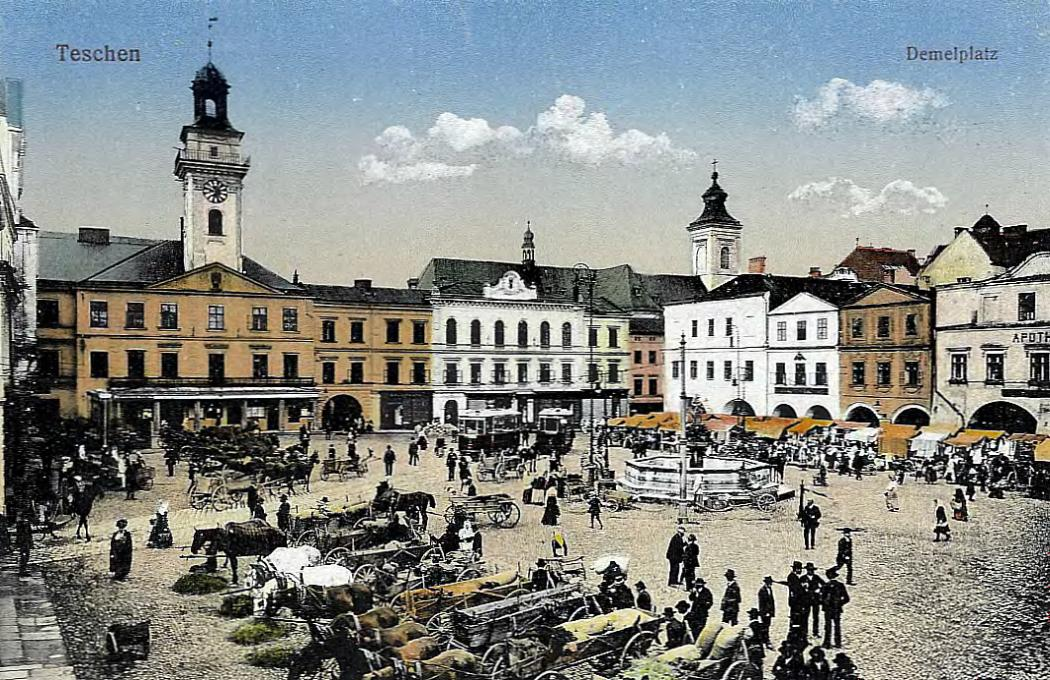
Zwei Wagen begegnen sich auf dem Demelplatz (1917)

Der Bau der Strecke mit allen Anlagen und die Lieferung der benötigten Fahrzeuge wurde an AEG in Wien übertragen. Am 12. Februar 1911 wurde der Betrieb als Städtische Strassenbahn Teschen aufgenommen. Straßenbahnzüge fuhren alle zehn bis zwölf Minuten, die Fahrtzeit zwischen den Endpunkten betrug zwölf Minuten. Der Fahrpreis betrug je nach Fahrtstrecke 12 oder 14 Heller. Angewendet wurde ein Zahlkastenprinzip mit Straßenbahnmünzen.
Die Konzession „zum Baue und Betriebe einer mit elektrischer Kraft zu betreibenden schmalspurigen Kleinbahn“ erhielt die Stadtgemeinde Teschen nachträglich am 11. September 1911. Konzessioniert wurden eine Linie „vom Vorplatze der Station Teschen durch die Bahnhofstraße, die Gemeindestraße „Sachsenberg“, die Friedeck-Bielitzer Reichsstraße, die Schloßgasse und die Kronprinzessin Stefaniestraße auf den Demelplatz und von da durch die obererwähnte Reichsstraße, die Scherschnikgasse auf den Oberring und sodann durch die Prutekgasse bis zur Einmündung der Bielitzerstraße.“ sowie „eine ausschließlich für Betriebszwecke dienende Abzweigung von der Schloßgasse durch die Jahngasse bis zu der daselbst anzulegenden Wagenremise“. Die Konzessionsdauer war auf 90 Jahre, bis zum 11. September 2001, festgesetzt.

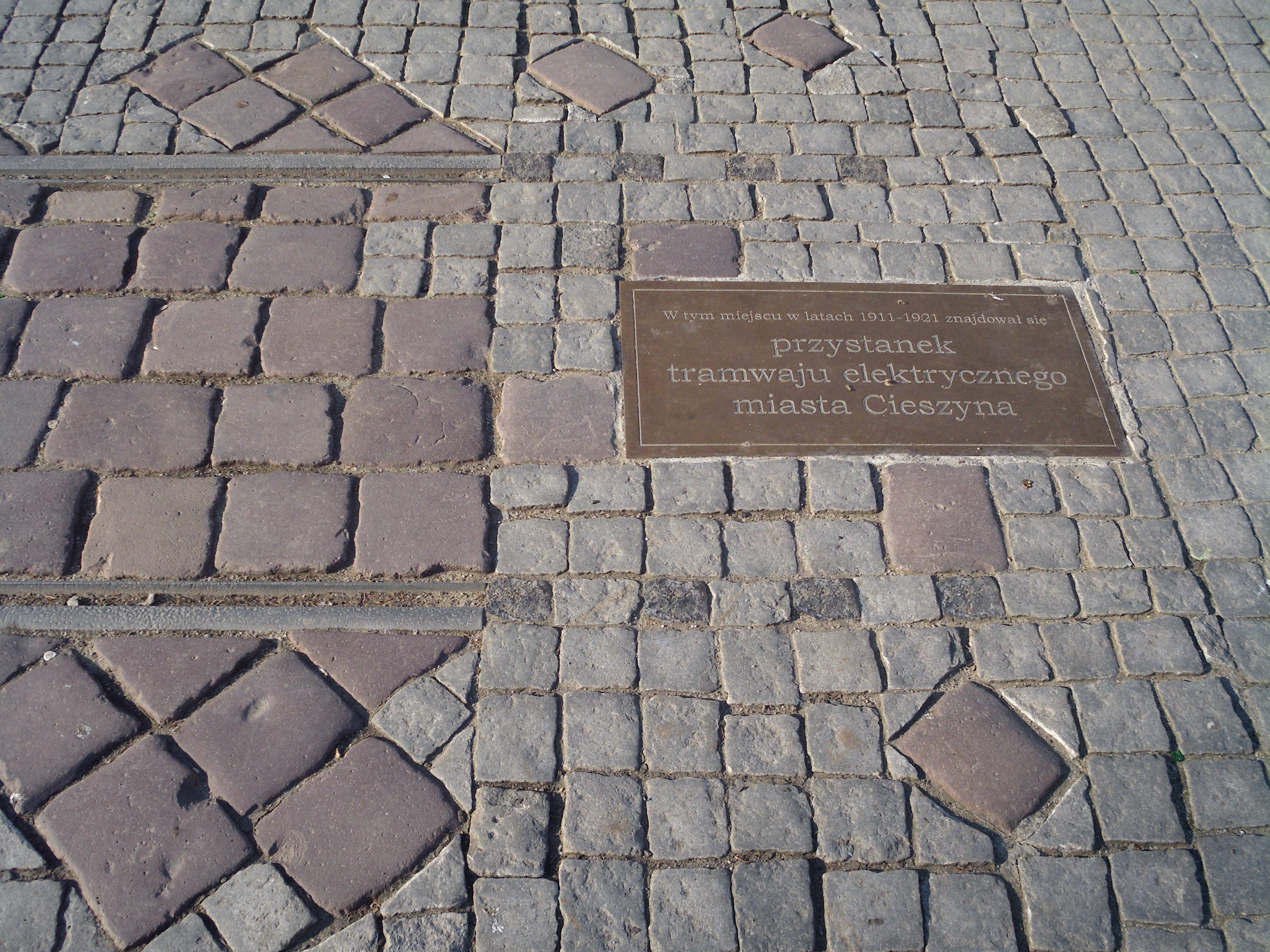
Gleisrest auf dem Rynek mit Erinnerungstafel (2014)

Nach dem Ende des Ersten Weltkrieges und der Teilung der Stadt am 28. Juli 1920 fuhr die Straßenbahn vorerst weiter über die neue Staatsgrenze zwischen Bahnhof und Altstadt. Die Zollkontrollen an der Grenze führten in der Folge mehrfach zu Verzögerungen und Unterbrechungen im Betriebsablauf. Dazu gab es zwischen beiden Stadtteilen zunehmend Unstimmigkeiten bezüglich der Übernahme der Betriebskosten und der Verteilung der Fahrgeldeinnahmen. Am 2. April 1921 wurde deshalb entschieden, den Straßenbahnbetrieb dauerhaft einzustellen. Die Straßenbahnwagen wurden im Depot abgestellt und später verkauft. Die Gleise und die Fahrleitung wurden 1923 demontiert.
Am 15. Oktober 2010 wurde am ehemaligen Depot eine Erinnerungstafel enthüllt. Darüber hinaus erinnern verschiedene erhaltene Wandrosetten zur Fahrleitungsabspannung an den Straßenbahnbetrieb.
Im Jahr 2017 ließ die Stadtverwaltung von Cieszyn ein Konzept zur möglichen Erneuerung der grenzüberschreitenden Straßenbahnstrecke ausarbeiten, die vorrangig dem Touristenverkehr dienen würde. Das Konzept sah zum einen den Wiederaufbau auf historischer Trasse vor, zum anderen wurde auch eine völlig neue Strecke über den Stadtplatz in Český Těšín und über den Rynek bis zum heutigen polnischen Bahnhof Cieszyn vorgeschlagen. Wegen ungeklärter technischer Fragen und fehlendem Verkehrsbedürfnis wurde das Vorhaben im April 2018 endgültig verworfen. Die Projektkosten in Höhe von 97.000 Złoty wurden über ein Förderprogramm der Europäischen Union finanziert.

## Streckenbeschreibung
Die 1793 m lange Strecke begann am Bahnhof und führte über die Bahnhofstraße und die Hauptstraße zur Olsabrücke. Am Schloss bog die Strecke in die Altstadt ab und führte über den Alten Markt, den Demelplatz und den Oberring bis zum Städtischen Krankenhaus an der Bielitzer Straße. An beiden Endpunkten befanden sich stumpfe Endstellen ohne Umfahrmöglichkeit. Am Schloss zweigte die 630 m langen Betriebsstrecke zur Wagenremise ab. Ausweichen befanden sich an der Olsabrücke und auf dem Demelplatz. Insgesamt wurden elf Haltestellen bedient:

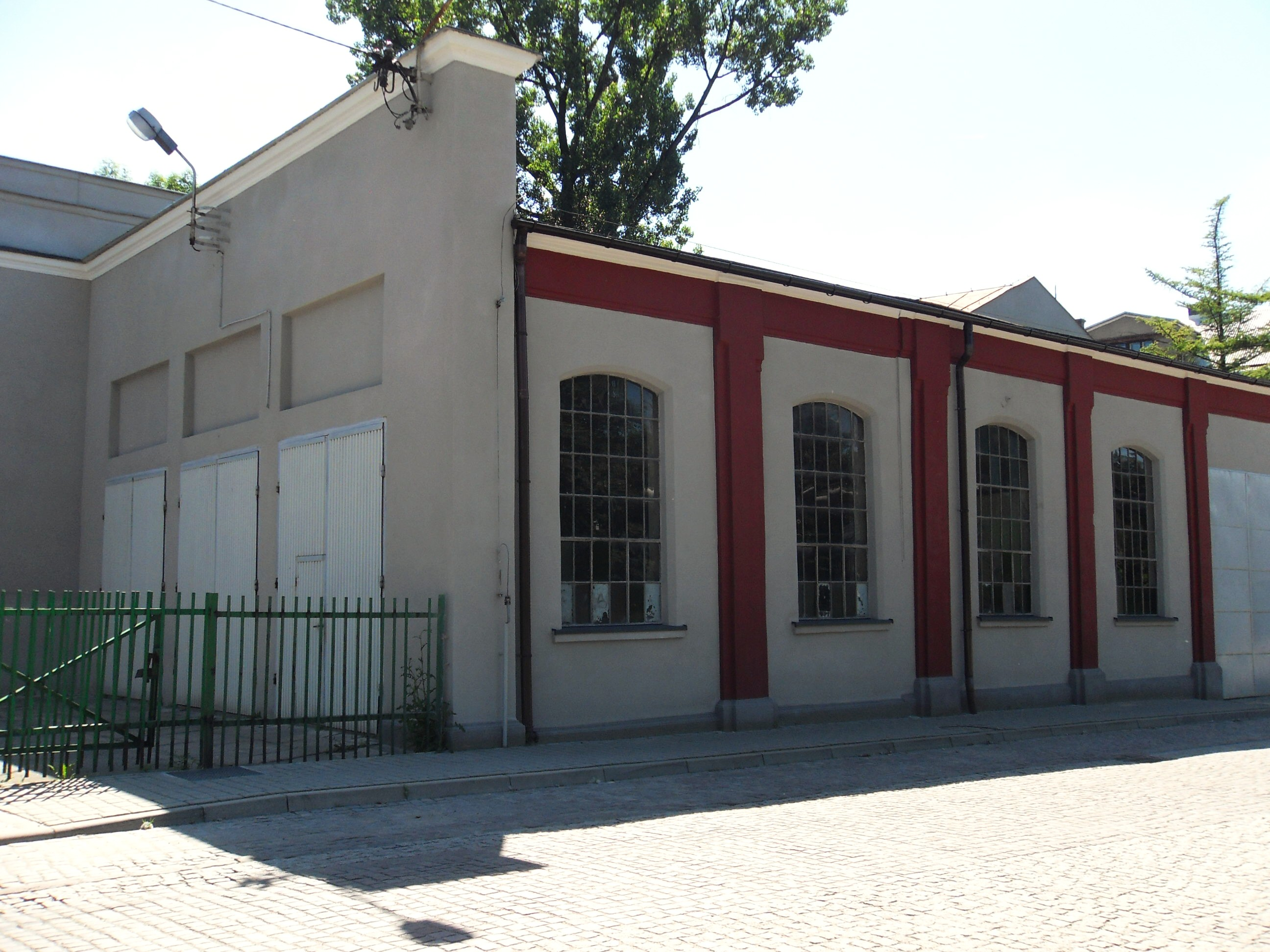
Die Wagenremise in der Jahngasse (heute: ul. Dojazdowa) bot Platz für sechs Wagen. (2010)

- Bahnhof (Dworzec kolejowy)
- Bahnhofstraße (ul. Dworcowa)
- Hoheneggerstraße (ul. Praska)
- Olsabrücke (Most na Olzie)
- Schloßgasse (ul. Zamkowa)
- Münzgasse (ul. Mennicza)
- Hotel Austria
- Alter Markt (Stary Targ)
- Demelplatz (Rynek)
- Oberring (Górny Rynek)
- Bielitzer Straße (ul. Bielska)

## Fahrzeuge

Wagen Nr. 2 in der Stefaniestraße (vor 1919)

Die Straßenbahn Teschen besaß vier zweiachsige Triebwagen, die 1910 von Ringhoffer in Prag gebaut worden waren. Zulieferer der elektrischen Ausrüstung war die AEG in Wien. Baugleiche Fahrzeuge waren bereits 1909 an die Aussiger Straßenbahn geliefert worden. Die Wagen besaßen 18 Sitzplätze und 22 Stehplätze. Die Fronten der Plattformen waren zum Schutz des Fahrpersonals verglast, zur Stromabnahme besaßen die Fahrzeuge Lyrabügel. Anfangs waren sie wie in Aussig nach Prager Vorbild rot mit elfenbeinfarbigem Fensterband lackiert. Nach dem Ersten Weltkrieg erhielten sie einen dunkelgrünen Anstrich.
Für den Linienbetrieb wurden täglich drei Fahrzeuge benötigt, das vierte diente als Reserve. Beiwagen besaß die Teschener Straßenbahn nicht.
Nach der Betriebseinstellung wurden ein Wagen 1921 nach Bielitz und die drei weiteren 1922 bis 1923 an den Straßenbahnbetrieb Łódzkie Wąskotorowe Elektryczne Koleje Dojazdowe (Ł.W.E.K.D.) in Łódź verkauft. Auch der nach Bielitz verkaufte Wagen gelangte 1925 noch nach Łódź. Dort wurden sie noch bis Mitte der 1950er Jahre im Linienbetrieb verwendet. Der letzte Wagen wurde 1959 ausgemustert und verschrottet.

## Erinnerungskultur

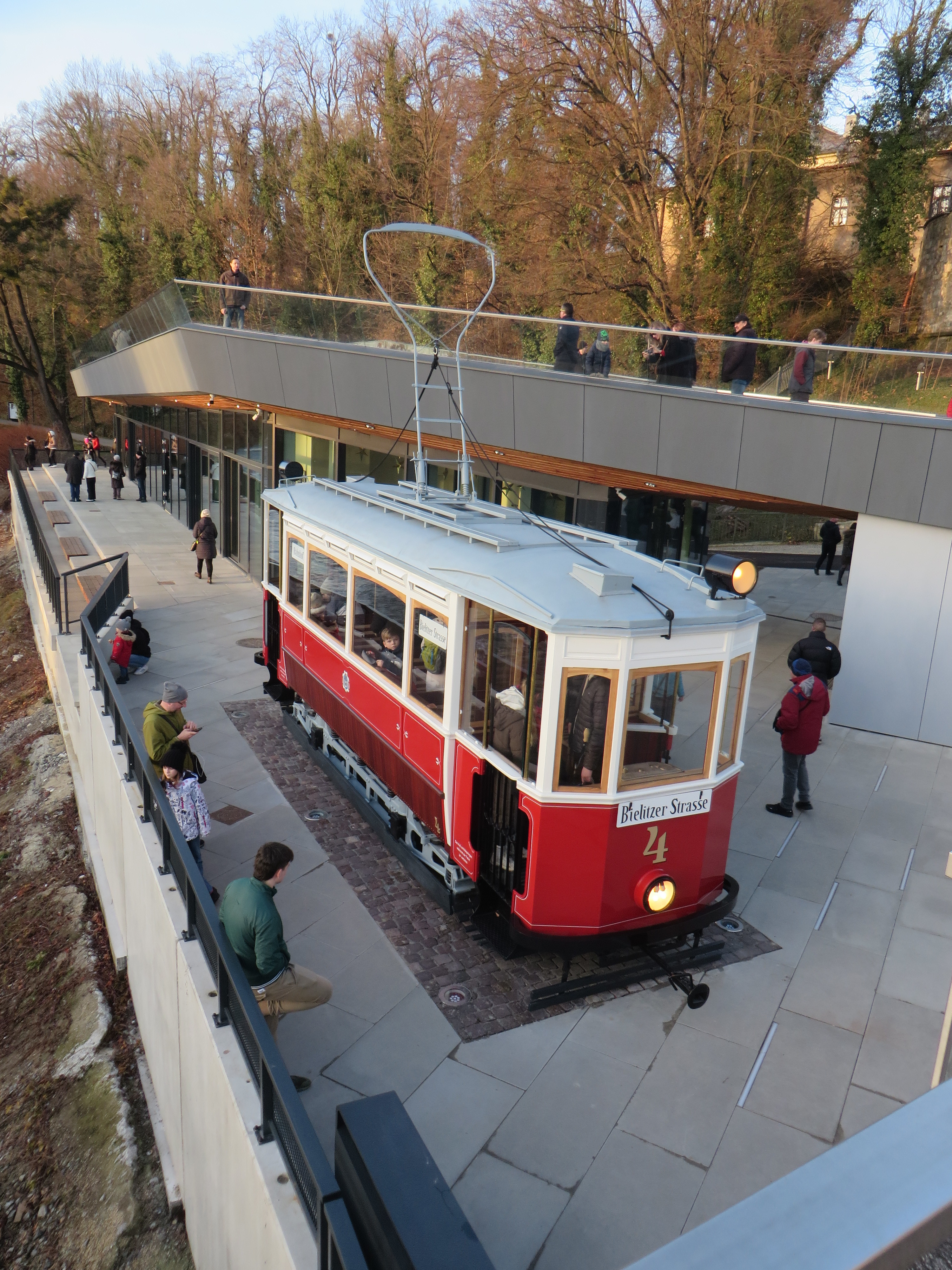
Replikat eines Straßenbahnwagens

Im Oktober 2022 schrieb die Stadt Cieszyn den Nachbau eines Originaltriebwagens im EU-Amtsblatt aus. Anfang 2023 wurde bekannt, dass der Auftrag an das Unternehmen Polmat Artur Matkowski vergeben wurde. Das fertiggestellte Replikat wurde im Dezember 2023 der Öffentlichkeit vorgestellt. 